# Cuba ved sommer-OL 2016
Cuba konkurrerede ved sommer-OL 2016 i Rio de Janeiro, Brasilien fra den 5. august til 21. august 2016. Dette var nationens tyvende deltagelse ved sommer-OL. De cubanske atleter deltog ikke i to udgaver af legene (1984 og 1988), hvor de støttede op om den sovjetiske og nordkoreanske boykot.

## Medaljer
| 2016 Rio de Janeiro | Guld | Sølv | Bronze | Total |
| Cuba                | 5    | 2    | 4      | 11    |

### Medaljevinderne
| Medalje | Navn                | Sport    | Event                     | Dato       |
| ------- | ------------------- | -------- | ------------------------- | ---------- |
| Guld    | Ismael Borrero      | Brydning | Græsk-romersk stil 59 kg  | 14. august |
| Guld    | Mijaín López        | Brydning | Græsk-romersk stil 130 kg | 15. august |
| Guld    | Julio César La Cruz | Boksning | Letværvægt                | 18. august |
| Guld    | Robeisy Ramírez     | Boksning | Bantamvægt                | 20. august |
| Guld    | Arlen López         | Boksning | Mellemvægt                | 20. august |
| Sølv    | Idalys Ortiz        | Judo     |                           | 12. august |
| Sølv    | Yasmany Lugo        | Brydning | Græsk-romersk stil 98 kg  | 16. august |
| Bronze  | Joahnys Argilagos   | Boksning | Let-fluevægt              | 12. august |
| Bronze  | Erislandy Savón     | Boksning | Sværvægt                  | 13. august |
| Bronze  | Lázaro Álvarez      | Boksning | Letvægt                   | 14. august |
| Bronze  | Denia Caballero     | Atletik  | Diskokast, damer          | 16. august |

## Svømning

### Resultater
| Dato      | Disciplin | H/D    | Udøver           | Indledende heat | Indledende heat | Semifinale | Semifinale | Finale              | Finale              |
| Dato      | Disciplin | H/D    | Udøver           | Tid             | Placering       | Tid        | Placering  | Tid                 | Placering           |
| --------- | --------- | ------ | ---------------- | --------------- | --------------- | ---------- | ---------- | ------------------- | ------------------- |
| 6. august | 400 m IM  | Herrer | Luis Vega Torres | 4:27,27         | 26              | N/A        | N/A        | ude af konkurrencen | ude af konkurrencen |